# Syndrome de Good
 Mise en garde médicale
Le syndrome de Good, également connu sous le nom de syndrome de syndrome de Hong et Good, est une anomalie congénitale très rare, entrant dans le cadre d'un déficit immunitaire acquis à prédominance cellulaire.

## Description
Il associe une hypoplasie du thymus et de la thyroïde, conséquence d'un trouble embryonnaire au niveau des 2e et 3e arcs branchiaux.
Cette maladie est associée aux thymomes. Il s'agit d'une maladie très rare dont les critères diagnostiques ne font pas encore consensus.
Sur le plan immunologique il existe une leucopénie touchant principalement les lymphocytes B et un déficit de l'immunité cellulaire, mais l'immunité humorale est conservée. Le syndrome de Good est toutefois plus complexe qu'une simple déficience de la réponse humorale. Il est également caractérisé par une perte importante de lymphocytes T CD4+ et de cellules NK, ainsi qu'une accumulation de lymphocytes T CD8+ polyclonaux présentant le phénotype typique des lymphocytes naïfs.
Le syndrome de Good a été initialement décrit comme une perturbation de la réponse immunitaire humorale et a été récemment classé comme une entité distincte de l'immunodéficience variable commune. Ce syndrome est également associé à une hypogammaglobulinémie. Cette diminution des taux d'immunoglobulines peut entraîner une susceptibilité accrue aux infections bactériennes, virales, fongiques et parasitaires. Les patients atteints de syndrome de Good peuvent également présenter des manifestations auto-immunes, telles qu'une anémie aplasique, d'autres troubles hématologiques et un lichen plan érosif.
Le code CIM-10 est D84.8